# Med gorami
Med gorami je zbirka kratkih pripovedi avtorja Ivana Tavčarja. Izhajale so med 1876 in 1888 v Zori, Zimskih večerih in Povestih. V ciklu se nahaja 12 črtic: Holekova Nežika, Gričarjev Blaže, Tržačan, Moj sin, Kako se mi ženimo, Kalan, Kobiljekar, Grogov Matijče, Posavčeva češnja, Šarevčeva sliva, Kočarjev gospod, Miha Kovarjev. Tavčar piše v prvi osebi ednine, vendar ne gre za osebno izpoved, ampak je predstavljena usoda ljudstva. Govori o revščini, krutosti in brezobzirnosti ljudi.

## Moj sin
Anton Kimovec je, bil reven kmet, ki je bil poročen z alkoholičarko. Ta ženska je hitro umrla, vendar mu je zapustila sina Tončka. Anton se je odločil, da njegov sin ne bo imel takega življenja kot ga ima on in ga poslal v šolo v Ljubljano. Tam je Tonček živel pri frančiškanih in bil sila priden učenec. Vendar je za njegovo šolanje oče Anton prodal svojo hišo in zemljo. Govoril je, da mu bo sin to poplačal. Sin je nekje v Nemčiji postal velik gospod, vendar njegov oče dolgo ni slišal nič o njem. Nekega dne pa je sin prišel in očetu izročil nekaj denarja in nato odšel. Oče je s tem denarjem nekaj časa dobro živel, nato pa zbolel in brez živeža umiral. Pisali so sinu, vendar ta ni poslal denarja, temveč je napisal da vsakemu pride čas da umre. Anton je umrl v mukah in vedenju da je njegov sin nehvaležen.

## Holekova Nežika
Holekova Nežika je bilo lepo kmečko dekle, ki se je zaljubilo v meščana Erazma. Za Nežiko so gledali vsi mladi moški v vasi in še najbolj Gabrčev Tone.  Erazem je nekaj časa prihajal k njej v vas. Nekega večera na plesu je plesal z njo, to pa ni bilo nikomur všeč. Tisto noč se je Gabrčev Tone tako napil, da je haluciniral in utopil se je v reki. Erazem je odšel v mesto in čez nekaj časa prišel nazaj s fino meščansko damo. Takrat se je Nežika užalostila in zbežala daleč stran in si rekla, da ga nikoli več ne želi videti. Čez nekaj časa je Erazem zopet prišel v vas. Šel je k Nežiki, jo naučil vseh stvari, ki jih morajo fini meščanski ljudje znati, dal ji je tudi lepo obleko in se z njo v velikem, meščanskem slogu poročil.

## Tržačan
Ta črtica pripoveduje o fantu Tomažu, ki ga je njegov grdi in pretepaški krušni oče Vrbarjev Matevž posvojil v Trstu, kako je fanta doma pretepal in izstradal, ko je dobil brata. Pisatelj nam tudi prikaže, kako dvolični smo ljudje in kako se odzovemo na nasilje v družini. Vse je skrbelo za malega Tomažka, a nihče mu ni upal, znal ali hotel pomagati.
Vrbarjev Matevž je bil najbolj hudoben človek v vasi. Ko je hotel Martina zabosti mu je ta odsekal desno uho in je zato imel težavo pri izbiri žene. Poročil se je z Marušo, ki pa ni bila kaj prida gospodinja in jo je večkrat zaradi tega tudi pretepel. Odločil se je da, bo posvojil otroka iz tržaške sirotišnice. Posvojenega otroka je imel rad, dokler ni dobil svojega otroka. Takrat je skrbel samo za Tinčeka in nič več za Tomaža, ki je bil posvojen. Tomaža je večkrat na dan pretepel in ni mu dal zadosti hrane. Najedel se je samo takrat, ko je šel z Matevžem po denar k župniku. Spomladi se je Tomažu že videlo, da je njegovo življenje pri koncu, vendar mu nihče ni želel pomagati. Dan pred njegovo smrtjo mu je Ivan podaril hruško, ki jo je z veseljem snedel, vendar je Matevž že bil na poti, da ga bo naklestil. Tisti trenutek pa je Matevža pretepel Korel, vendar so vsi dejali, da niso nič videli in slišali in zato ga Matevž ni mogel tožiti.

## Miha Kovarjev
Miha Kovarjev je bil alkoholik, ki je bil kar precej časa nazaj hlapec pri podeželskem duhovniku Andreju. Ta duhovnik je imel brata, ki je bil sodnik in imel je prelepo mlado hčerko. Hčerka je bila na počitnicah pri stricu. Tam se je kratkočasila z Mihom, ta pa se je vanjo zaljubil. Nekega dne je duhovnik Andrej povedal Mihi, da gresta na poroko in naj vpreže konje. Ta je razmišljal kdo je koga zasnubil in kdo se bo poročil. Na koncu je v cerkvi ugotovil, da se je z nekim mladeničem poročila prelepa deklica, ki je bila na počitnicah pri gospodu. Ta deklica je bila tista, s katero se je zabaval med počitnicami. Tisti dan se je v mestu zelo napil in v takšnem stanju ga je našel duhovnik Andrej. Takoj ga je odpustil in ga nagnal iz cerkve. Miha pa je pil in pil in za pijačo zapravil vso imetje, ki ga je prislužil in dobil po starših. Ko je ostal brez zadnjega dinarja je raztrgan in obubožan hodil po vasi in prosjačil. Nekega dne je ponovno videl na dvoru hčer tiste ženske in zaklical, da je spet prišla sem srca tret. Še isti dan je med spanjem na kozolcu zaradi mrazu umrl.

## Kobiljekar
Nace Kobiljekar je bil bogat kmet, katerega je nekega dne vaški učitelj poimenoval gospod. Ta se je zamislil in naročil učitelju, naj ga nauči pisati. Učitelj ga je učil pisati, zato pa mu je Kobiljekar brezplačno, v zameno za znanje, dajal pijačo in hrano. Kobiljekar je imel veliko hišo, dvorišče, ogromno živine, denarja je imel toliko, da ga je celo posojal. Ljudje so imeli pri Kobiljekarjevem Nacetu dolgove, ki pa jih je vsako leto preložil na naslednje leto, saj so se mu ljudlje smilili in je imel denarja zadosti. 
Toda nekega dne je njegov sosed Lovriček umrl in vse njegovo premoženje je podedoval njegov sin Grega. Grega je bil prebrisan, denar je služil s tem, da je prekupčeval z ovcami in kozami. Na posesti, ki jo je podedoval po očetu, je bil košček zemlje, ki ga je Kobiljekar smatral za svojega in tam si je postavil drva. Nekega dne je med novima sosedoma prišlo do spora zaradi tega mejnega koščka zemljišča. 
Kobiljekar je v jezi vrgel kamen Gregu v glavo in ta ga je tožil. Kobiljekar je bil obsojen na mesec dni zapora in plačati je moral visoko kazen za prizadejano bolečino. Tisto leto je Nace Kobiljekar terjal dolgove sovaščanov, saj jim je zameril, da so na sodišču dali prav Gregu. Ko se je Kobiljekar vrnil v domači kraj, je slišal Grega grdo govoriti o njem, zato ga je tožil nazaj. Grega je Kobiljekarja na sodišču ponižal, saj je povedal vse družinske skrivnosti. Kobiljekarjeva tožba ni bila uspešna.  Nace Kobiljekar je zaradi stroškov in dolga, ki ga je imel z Gregom, moral prodati vso živino, kmalu so ljudje opazili, da morajo njegovi otroci delati, žena jih je prav tako pomagala preživljati in z beračenjem služila denar, sam Nace pa je pijančeval do smrti.

## Kako se mi ženimo
Kobalov Toma je bil fant, ki je 

imel dobre starše. Odločil se je, da se bo poročil in za nevesto si je izbral Primoževo Reziko. Vedno, ko pa jo je srečal ga je zapustil pogum, da bi jo zasnubil. Nekega poletnega dne se je napil in takrat ji je vse to povedal. Rezika se je strinjala o poroki. Toda naslednji dan so mu starši doma oznanili, da bo še isti dan šel k Zakobiljekarjevi Franici iz sosednje vasi in jo zasnubil. Tako je tudi bilo, čeprav nevesta Tomu ni bila všeč. Toma se je kljub temu poročil s Franico, dobila sta otroka. Franica je k Kobalovim prinesla veliko doto. Primoževa Rezika pa se je poročila z Brentačevim Janezom in po vasi so govorili, da je  najlepša nevesta daleč naokrog.

## Kalan
France Kalan je bil reven človek, toda zaželel si je, da bi imel vedno veliko hrane. Hodil je po vasi in pri vaščanih prosjačil za hrano. Pisatelj nam tega človeka predstavi, kot požrešnega reveža. Pisatelj je napisal dva primera, ko France ni mogel jesti. Prvič se je to zgodilo pri Fortunovih, ko je gospodinji v juho padlo kadilo. Drugič, ko ga je vaška mladina pretepla in je doma prosil za hrano, vendar preden jo je prinesel do ust je oči zaprl za vedno.

## Grogov Matijče
Bilo je v mladosti pisatelja, ko je skupaj z vaškimi otroci prežal na vrtu in čakal, da bo kaka hruška padla na sosedov vrt. Na vrt g. Andreja si namreč noben ni upal. Upal pa si je Grogov Matijče. Napolnil si je žepe in se ujel v pasti, po sadovnjaku pa se je že sprehajal hlapec Luka, ki je v rokah vihtel bič. Pisatelj mu je brž pomagal, še preden ga je Luka udaril z bičem. Takrat sta postala prijatelja. A to prijateljstvo ni dolgo trajalo. Vsak fant se je namreč boril, da bi stregel pri sveti božji službi (ministrant), prvi je bil Matijče, pisatelj pa drugi. Ko sta bila dovolj stara, sta šla v gosposko šolo in ti so imeli gosposke obleke, katere so bile pogoj, da so smeli otroci na kor v cerkvi. Tam sta se oba zagledala v Manico Šetranovo. Tisto noč je pisatelj v postelji premišljeval, kako lepo bi bilo imeti Manico za sestro, ko je spoznal, da to ni nemogoče, se je odločil, da se bo z njo poročil. Med binkoštnimi prazniki sta se Matijče in pisatelj kopala v potoku. Matijče je povedal pisatelju, da se želi poročiti z Manico, pisatelj je bil jezen. Takrat se je zaslišal zvon in vedela sta, da je nekdo umrl. Mimo je prišel Podpečar s kozami in povedal, da je Manica mrtva in zvonijo za njen pogreb. Takrat je Matijču spodrsnilo in tudi on je umrl.

## Posavčeva češnja
Posavčev Jaka je bil vojak, ki se je imel namen poročiti z Marjanico, vendar je bil prej vpoklican v vojsko. Pod češnjo na Posavčevem poslopju sta si z Marjanico izpovedovala ljubezen in tam je Jaka z veseljem posedal v senci. Marijanca mu je pri slovesu dala cvetočo češnjevo vejico in mu obljubila večno zvestobo . Ko se je vrnil z vojske, je šel na češnjo-črnico zobat njene plodove. V dolu je slišal godce ki so živahno piskali na svoje piščali. Pomislil je kako se nekdo ženi . Medtem ko je zobal, mu je  Jurčkov Blaže povedal, da se bo Marjanica tisti dan poročila in takrat je Jaka padel s češnje in ohromel. Od tistega dneva ni nikoli več legel pod češnjo-črnico, nikoli ni zaužil sadu, niti ženske pogledal in ni mu bilo mar niti takrat, ko je divjal vihar in češnjo podrl.

## Šarevčeva sliva
Junakinja v tej črtici je Meta, ki je postarano kmečko dekle. Meta neprestano trdo dela, da bi se kasneje v življenju izognila beračenju. Njeno trdo delo pa ne izhaja le iz strahu za preživetje, ampak tudi iz želje, da bi ohranila svoj družinski ponos, saj je bila to zadnja želja njenega očeta. Ta ji je zapustil slivo, ki ji predstavlja njen glavni vir dohodka, dobivala pa ga je tudi z delom pri neki hiši. Nekoč so dejali, da je več ne potrebujejo, ker preveč poje, a jih je Meta uspela prepričati, da je lahko ostala in od takrat naprej pazila na vsak grižljaj, ki ga je naredila. Njena skrb je počasi prehajala v blaznost. Meta je ves svoj denar skrivala v nekem brinju. Nekega dne je prišel vihar, ki je sprožil zemeljski plaz in zakopal ves Metin denar. To je Meto poslalo v obup in zato se je odločila, da ji njene slive, ki je bila zdaj njena edina lastnina, ne bo nihče vzel. Meta se je odločila slivo posekati, ko pa je ta padla, je pristala na Meti in jo ubila. 
Motivi: skrb, delo, lakota, slive, smrt 
Glavni motivi v črtici so skrbi, delo, lakota, slive, vihar in smrt. Snov je vzeta iz kmečkega življenja. Črtica predstavlja strnjen opis Metinega življenja. V delu lahko opazimo tako prvine romantike v skrajnih čustvenih napetostih, primer tega je, ko Meta izgubi denar, od katerega je bila odvisna in ji je zagotavljal boljše življenje. Znak realizma se izraža v prikazu revščine, ki je v takratnem obdobju vladala. Pisatelj piše kot tretjeosebni pripovedovalec, v pripovedi pa uporabi tudi dialog. V besedilu je uporabljen preprost jezik in poleg arhaičnih besed ne najdemo drugih zahtevnejših slogovnih sredstev. 

## Kočarjev gospod
Kočarjev gospod je bil gospod visoke družbe, ki je, ko je bil v vasi, stanoval pri Lenči. Ta si je domišljala, da jo bo vzel za ženo. Kočarjev gospod se je vrnil v mesto. Tam se je srečal s prijatelji in se zgražal nad pismi, ki mu jih je Lenča pošiljala. Nekega dne se je Kočarjev gospod vrnil v vas s svojo ženo in s tem strl srce Lenči. Ta se je še istega večera utopila v reki, ki teče pod mostom, na katerem se je prej dobivala s Kočarjevim gospodom.

## Gričarjev Blaže
Gričarjev Blaže je bil reven podeželski sin. Poročil se je z Luco, ki je bila od njega precej starejša. Od njega je zahtevala, da je po cele dneve garal. Blaže pa se je zaljubil v Anico, ki pa je čez nekaj časa umrla in pred smrtjo vsem povedala, da sta bila z Blažem zaljubljena. Luca je ponorela, Blaže ji je v jezi razbil steklenico na glavi, da je omedlela. Govorilo se je, da je odšel v Ameriko, toda čez nekaj časa so na bližnjem drevesu našli njegovo truplo.